# Kentropyx paulensis
Kentropyx paulensis — вид ящірок родини теїдових (Teiidae). Ендемік Бразилії.

## Поширення і екологія
Kentropyx paulensis мешкають на півдні Бразилії, в штатах Баїя, Гояс, Мінас-Жерайс, Мату-Гросу, Мату-Гросу-ду-Сул, Сан-Паулу і Токантінс. Вони живуть у відкритих саванах серрадо. Відкладають яйця, в кладці 4 яйця.